# Pangasius myanmar
Pangasius myanmar är en fiskart som beskrevs av Roberts och Vidthayanon, 1991. Pangasius myanmar ingår i släktet Pangasius och familjen Pangasiidae. IUCN kategoriserar arten globalt som otillräckligt studerad. Inga underarter finns listade i Catalogue of Life.